# Arbema
Az Arbema (S.C. Arbema S.A.) a Brau Union Romania cégcsoporthoz tartozó aradi sörgyár.

## Története
1980-ban nyitotta meg kapuit az aradi szesz és komlót termelő gyár egy új részlege, az Arbema sörgyár, évi 200.000 hektoliteres termelési kapacitással. 1991 februárjában önállósodott, majd 1995-ben privatizálták. Egy évvel később társult az osztrák Brau Union vállalattal. A befektetést 15 millió német márkára becsülték a szakértők. A technológiai fejlesztéseket követően 2000 első 5 hónapjában, 261 000 hektoliter sört állítottak elő. Ezen mennyiség előállítására korábban egy egész évre lett volna szükség. Az Arbemán belül működött egy malátagyár, évi 11000 tonna előállítóképességgel, illetve maga a sörgyár ami évente körülbelül félmillió hektoliter sört tudott előállítani.
Az osztrák vállalattal való társulás idején 400 személynek biztosítottak munkahelyet, de rövid időn belül ez a szám lecsökkent 215-re a technológiai reform következményeként. A 2000-ben még jó ütemben működő gyár nyolcfajta sört állított elő, ezek: Zarand, Golden Brau Pils, Arbema Premium Pils, Kaiser, Silva Original Pils, Lucifer (fekete sör) és Steffl. Ugyanakkor importálta a Gösser, Ziffer és Schlossgold (alkoholmentes) sörmárkákat. A vállalat részvényeinek 75%-át az osztrák fél birtokolta, a többi 25%-ot pedig 30.000 részvénytulajdonos tudhatta magáénak. 2007-ben a Heineken-csoport birtokába került.